# آرتور راک
آرتور راک (انگلیسی: Arthur Rock؛ زادهٔ ۱۹ اوت ۱۹۲۶) تاجر اهل ایالات متحده آمریکا است. وی از سرمایه گذران کنونی اینتل و اپل است.